# Mechower Seeufer und angrenzende Flächen
Das Mechower Seeufer und angrenzende Flächen ist ein Naturschutzgebiet in den schleswig-holsteinischen Gemeinden Mechow und Ziethen im Kreis Herzogtum Lauenburg.
Das rund 111 Hektar große Naturschutzgebiet ist unter der Nummer 152 in das Verzeichnis der Naturschutzgebiete des Ministeriums für Energiewende, Landwirtschaft, Umwelt und ländliche Räume eingetragen. Es wurde 2013 ausgewiesen (Datum der Verordnung: 15. Juli 2013) und ersetzt das Ende 1992 ausgewiesene, rund 31 Hektar große Naturschutzgebiet „Mechower Seeufer“. Das Naturschutzgebiet ist größtenteils Bestandteil des EU-Vogelschutzgebietes „Schaalsee-Gebiet“ und des FFH-Gebietes „Wälder und Seeufer östlich des Ratzeburger Sees“. Es grenzt direkt an das nordöstlich liegende Naturschutzgebiet „Mechower See“ in Mecklenburg-Vorpommern sowie im Norden an das Naturschutzgebiet „Steinerne Rinne und Mechower Holz“. Im Südosten schließen sich die Naturschutzgebiete „Lankower Seeufer, Grammsee und Umgebung“ und „Lankower See“ an. Zuständige untere Naturschutzbehörde ist der Kreis Herzogtum Lauenburg.
Das Naturschutzgebiet liegt nordöstlich von Ratzeburg im Naturpark Lauenburgische Seen. Es ist Teil des Grünen Bandes entlang der ehemaligen innerdeutschen Grenze und stellt den westlichen Uferbereich des Mechower Sees sowie teilweise daran angrenzende Flächen unter Schutz. 
In seinem nördlichen Bereich wird das Schutzgebiet überwiegend von einem am Ufer des Mechower Sees stockenden, schmalen Bruchwaldstreifen geprägt. In dem direkt an Mechow angrenzenden Bereich und den südöstlich von Mechow liegenden Flächen herrschen extensiv genutzte Grünlandflächen mit Hochstaudenfluren und ufernahen Gehölzen vor. Südöstlich von Mechow liegt ein Feuchtgebiet mit Röhrichtzonen und einem Stillgewässer im Naturschutzgebiet.
Das Naturschutzgebiet hat in Verbindung mit dem Mechower See eine hohe Bedeutung als Brut-, Rast- und Mausergebiet von verschiedenen Wasservogelarten wie Tauchern und Entenvögeln sowie anderen Vogelarten. So sind hier u. a. Rohrweihe, Rotmilan, Baumfalke, Rohrdommel, Gänsesäger, Drosselrohrsänger, Sperbergrasmücke, Beutelmeise, Braunkehlchen, Schwarzkehlchen, Pirol, Grauammer, Eisvogel, Neuntöter, Waldwasserläufer, Kiebitz, Bekassine und Wachtel heimisch. Als Rastvögel kommen u. a. Kranich, Blässgans, Graugans, Waldsaatgans, Zwergsäger, Löffelente und Reiherente vor. Seeadler und Weißstorch nutzen das Gebiet für die Nahrungssuche. Das Naturschutzgebiet ist auch Lebensraum von Fischotter, Kammmolch und Rotbauchunke. Für die Rotbauchunke ist das Naturschutzgebiet wichtiges Verbundgebiet zwischen den Vorkommen in den Naturschutzgebieten „Kiekbuschwiesen bei Neuhof“ und „Salemer Moor mit angrenzenden Wäldern und Seen“. Weiterhin ist es in Verbindung mit den anderen Naturschutzgebieten im durch die Weichseleiszeit geprägten Talrinnensystem der Gewässerkette Ratzeburger See, Mechower See, Lankower See und Schaalsee ein Bindeglied der Biotope in diesem Bereich.
Die Flächen im Naturschutzgebiet gehören zum größten Teil dem Zweckverband „Schaalsee-Landschaft“, der das Gebiet auch betreut. Im Nordwesten des Naturschutzgebietes befindet sich ein Aussichtsturm. Am Rand des Feuchtgebietes bei Mechow befindet sich eine Beobachtungshütte. Das Naturschutzgebiet grenzt nach Westen und Süden größtenteils an landwirtschaftliche Nutzflächen. Im Norden verläuft ein Wirtschaftsweg am Rand des Naturschutzgebietes. Im Süden grenzt das Naturschutzgebiet an die Landesstraße 315.

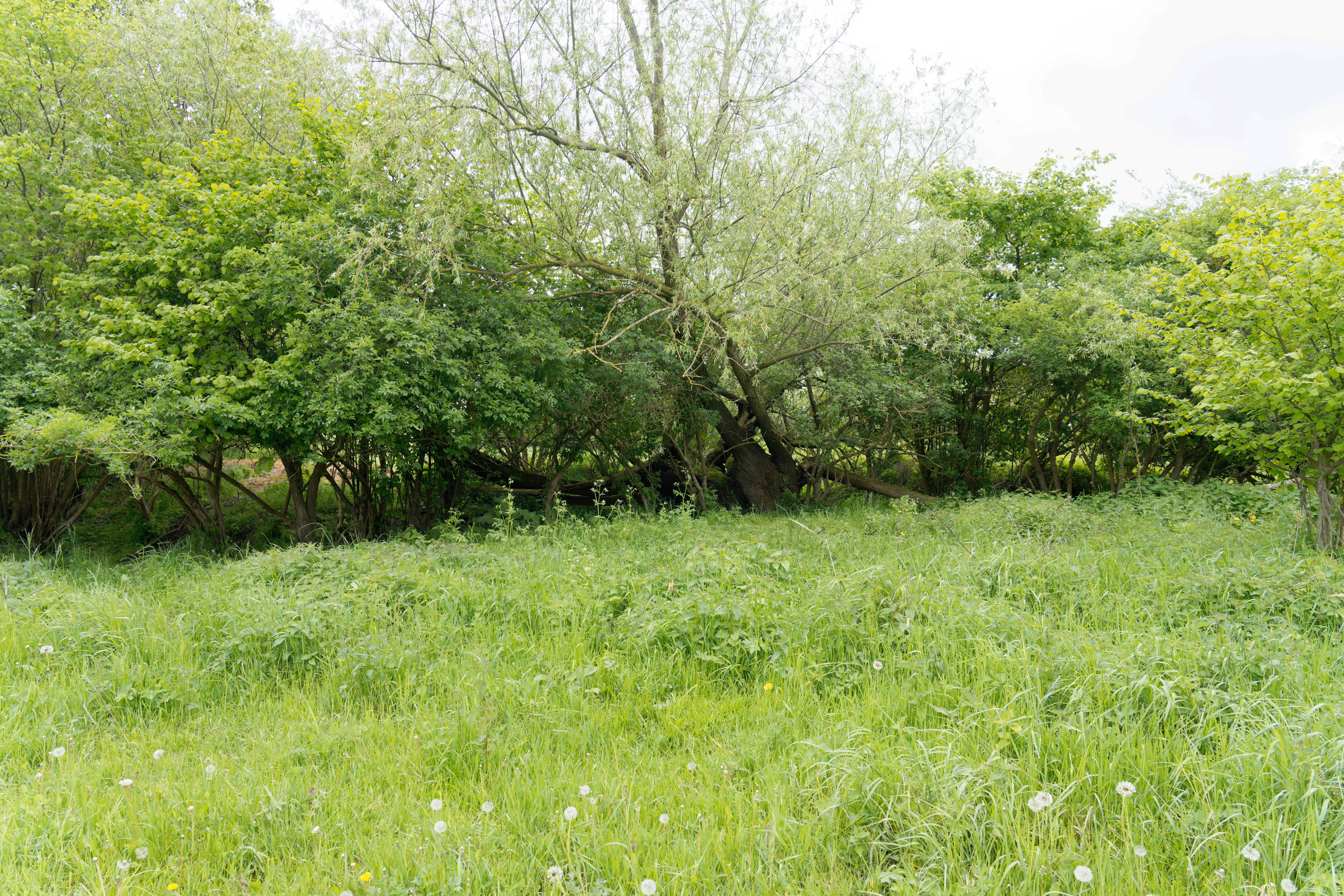
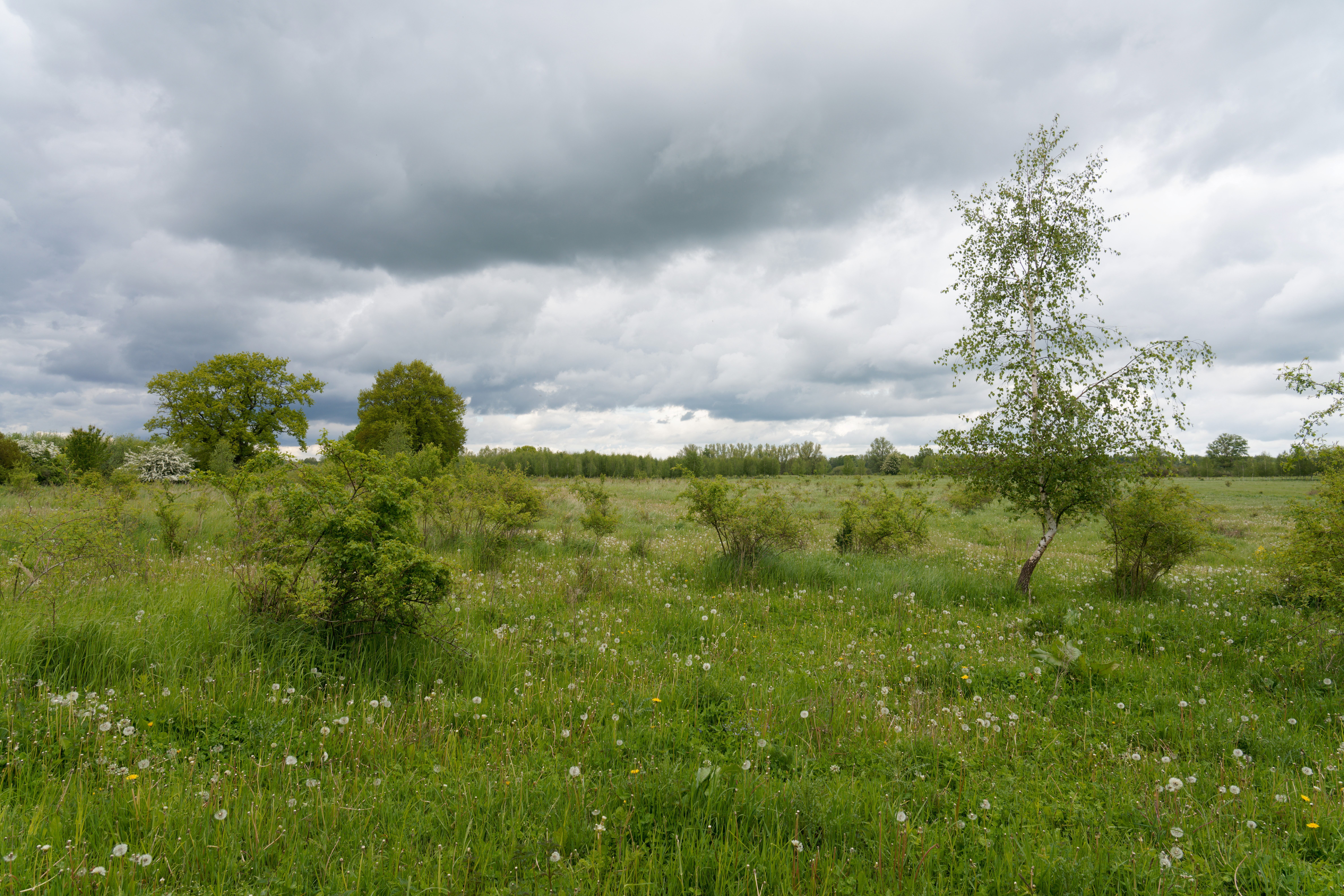
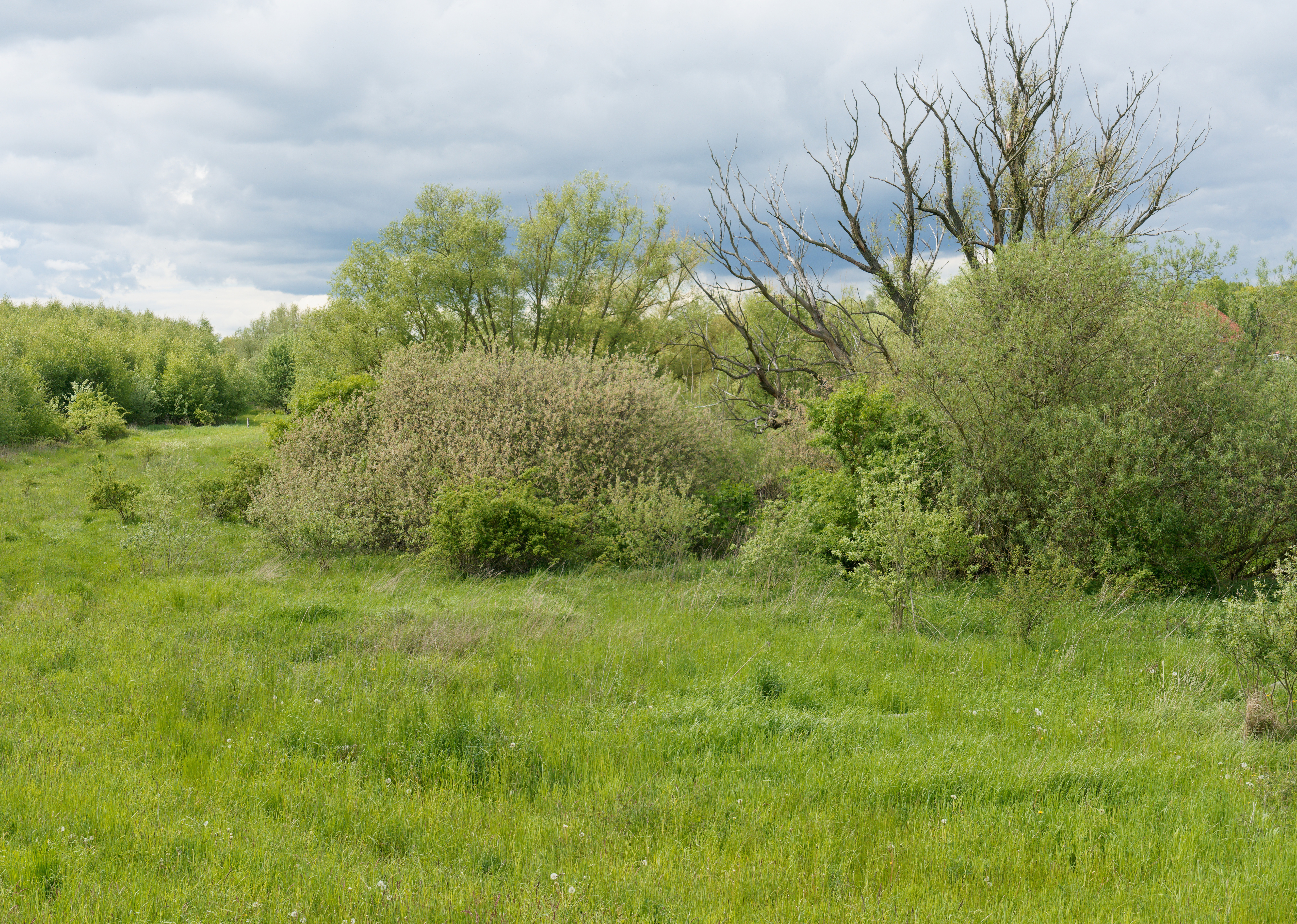
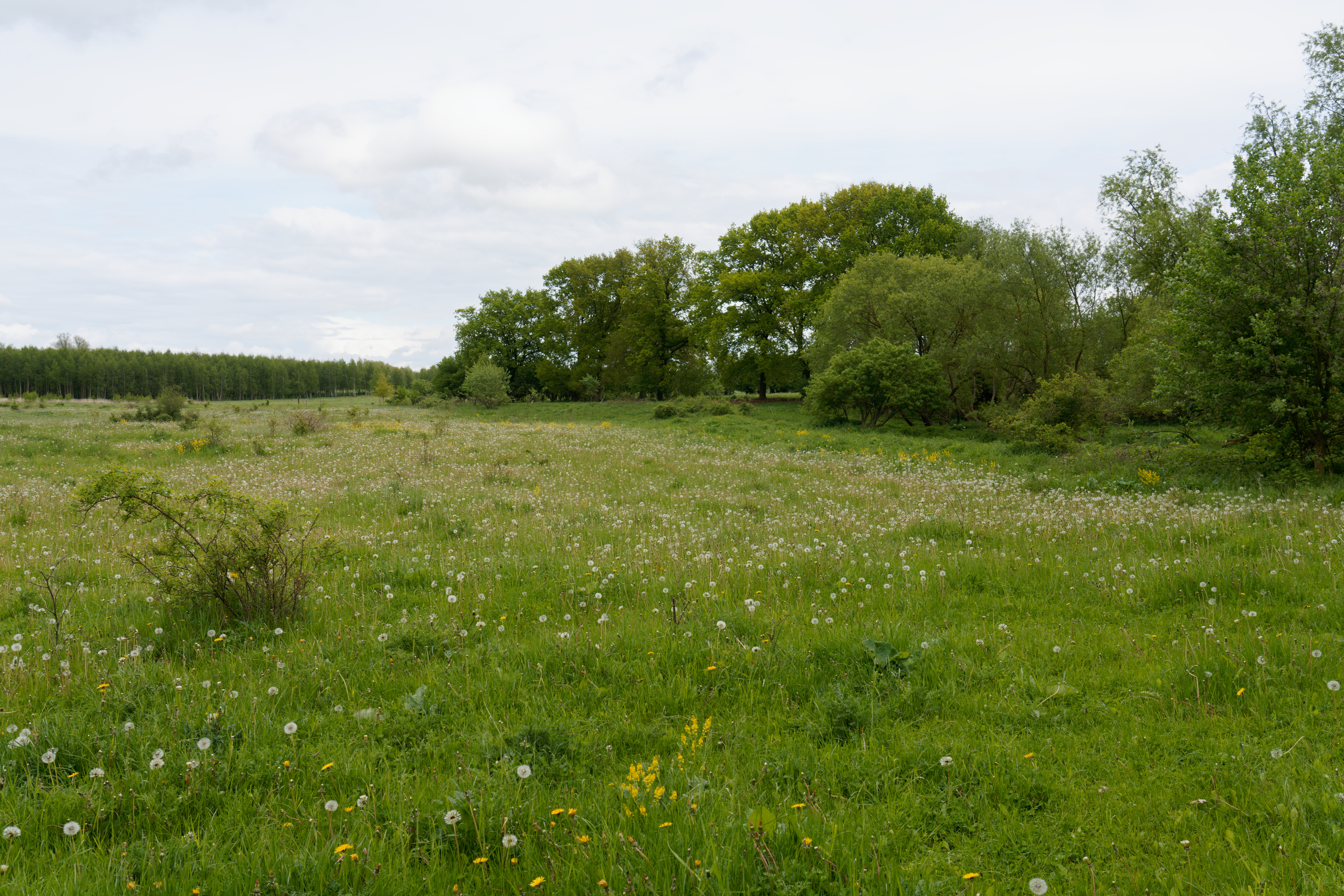
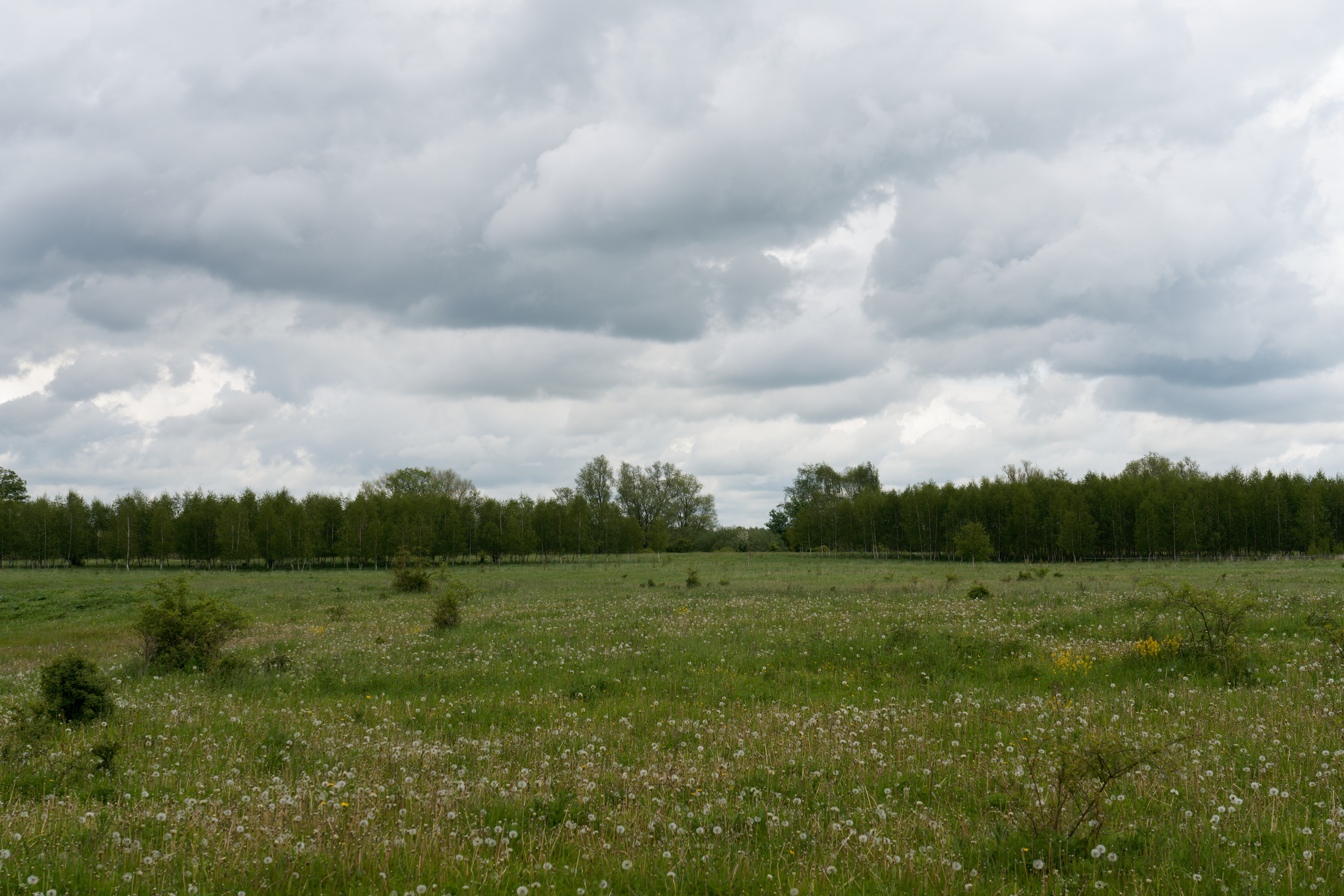
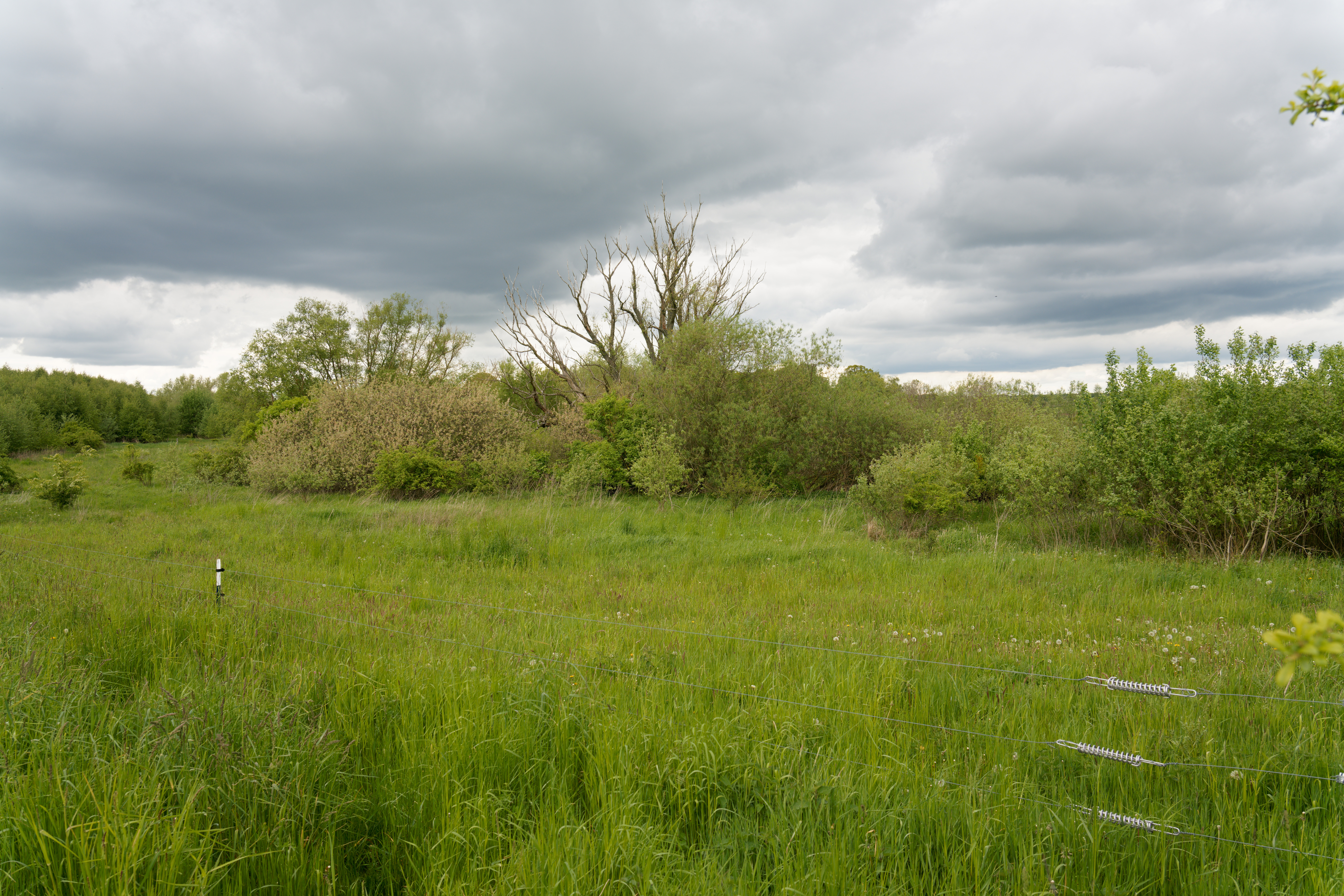